# Liste der Biografien/Rap
Liste der Biografien |
Portal Biografien |
Personensuche
# |
A |
B |
C |
D |
E |
F |
G |
H |
I |
J |
K |
L |
M |
N |
O |
P |
Q |
R |
S |
T |
U |
V |
W |
X |
Y |
Z |
?
 
Ra |
Rb |
Rd |
Re |
Rh |
Ri |
Rj |
Rk |
Rl |
Rm |
Rn |
Ro |
Rr |
Rs |
Rt |
Ru |
Rv |
Rw |
Rx |
Ry |
Rz
 
Raa |
Rab |
Rac |
Rad |
Rae–Rah |
Rai |
Raj |
Rak |
Ral |
Ram |
Ran |
Rao |
Rap |
Raq |
Rar |
Ras |
Rat |
Rau |
Rav |
Raw |
Rax |
Ray |
Raz
Die Liste der Biografien führt alle Personen auf, die in der deutschsprachigen Wikipedia einen Artikel haben. Dieses ist eine Teilliste mit 356 Einträgen von Personen, deren Namen mit den Buchstaben „Rap“ beginnt.

## Rap

### Rapa
- Râpă, Cornel (* 1990), rumänischer Fußballspieler
- Rapaccioli, Francesco Angelo (1605–1657), Kardinal und Bischof
- Rapace, Noomi (* 1979), schwedische SchauspielerinNoomi Rapace (* 1979)

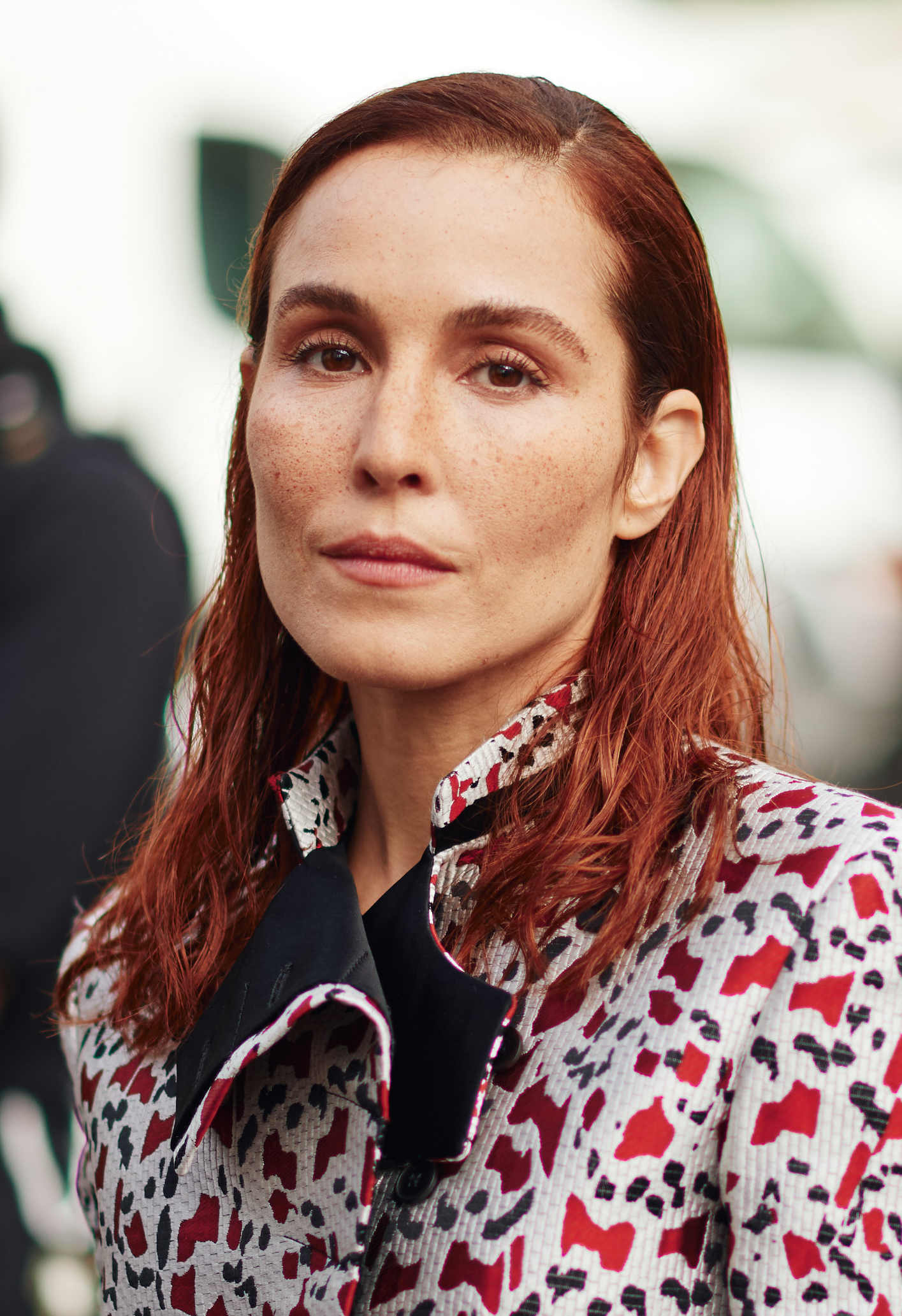
Noomi Rapace (* 1979)

- Rapace, Ola (* 1971), schwedischer Schauspieler
- Rapacki, Adam (1909–1970), polnischer Politiker und Ökonom
- Rapacz, Andrzej (1948–2022), polnischer Biathlet
- Rapadas, Jose (* 1972), philippinischer Geistlicher, römisch-katholischer Bischof von Iligan
- Rapagelanus, Stanislaus (1485–1545), evangelischer Theologe der Reformationszeit
- Rapagna, Anna (* 1960), kanadisch-US-amerikanisch-italienisches Model und Schauspielerin
- Rapai, Fanni (* 2000), ungarische Leichtathletin
- Rapaić, Milan (* 1973), kroatischer Fußballspieler
- Rapaj-Markisch, Olha (1929–2012), ukrainische Malerin, Bildhauerin und Keramikerin
- Rapala, Lauri (1905–1974), finnischer Angler
- Rapallini, Fernando (* 1978), argentinischer Fußballschiedsrichter
- Rapallo (1951–2005), Schweizer Maler und Cartoonist
- Rapanakis, Aristidis (1954–2022), griechischer Segler
- Rapanos, Vasilis (* 1947), griechischer Ökonom
- Rapapa, Samuel (* 1962), lesothischer Politiker
- Rapaport, Alexandra (* 1971), schwedische Schauspielerin
- Rapaport, David (1911–1960), ungarisch-US-amerikanischer Psychoanalytiker und Psychologe
- Rapaport, Felix T. (1929–2001), US-amerikanischer Mediziner
- Rapaport, Helena (* 1994), schwedische Skirennläuferin
- Rapaport, Ionel (1909–1972), rumänischer Endokrinologe
- Rapaport, Martin (* 1952), US-amerikanischer Unternehmer
- Rapaport, Matilda (1986–2016), schwedische Freeride-Sportlerin
- Rapaport, Michael (* 1970), US-amerikanischer Schauspieler und KomikerMichael Rapaport (* 1970)

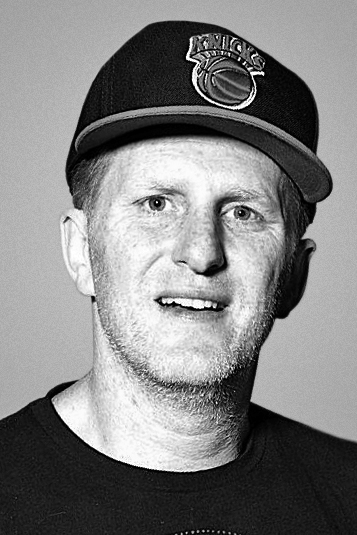
Michael Rapaport (* 1970)

- Rapaport, Pola (* 1958), US-amerikanische Dokumentarfilmerin und Regisseurin
- Rapatahana, Vaughan (* 1953), neuseeländischer Dichter, Literaturwissenschaftler, Māori-Aktivist und Herausgeber von Literatur-Anthologien
- Rapatz, Andreas (* 1986), österreichischer Mittelstreckenläufer
- Rapatz, Caroline (* 1983), deutsche Rechtswissenschaftlerin und Hochschullehrerin
- Rapatz, Robert (1890–1964), österreichischer Politiker (ÖVP), Abgeordneter zum Nationalrat
- Rapazkaja, Ljudmila Alexandrowna (* 1945), sowjetische bzw. russische Musikwissenschaftlerin, Kulturologin und Hochschullehrerin
- Rapazote, Pêpê (* 1970), portugiesischer Schauspieler und SynchronsprecherPêpê Rapazote (* 1970)

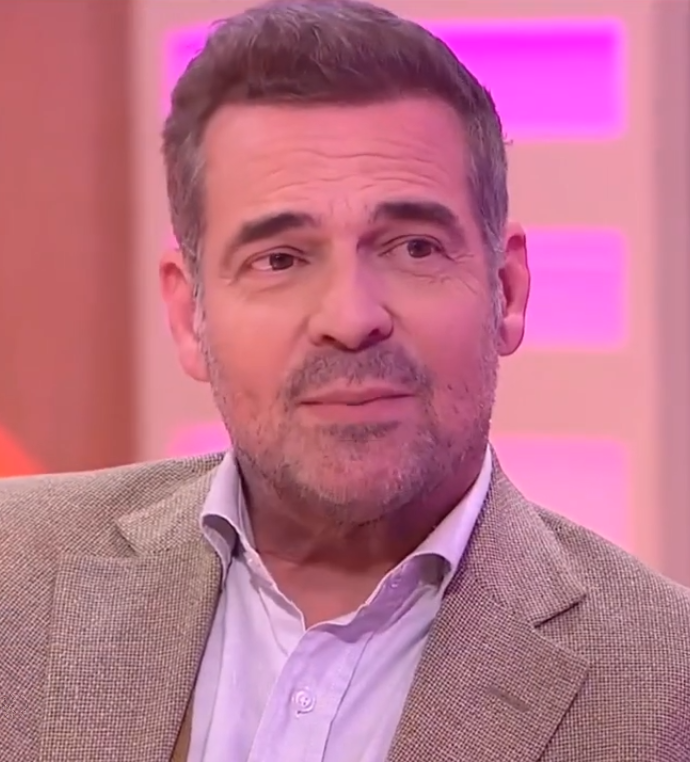
Pêpê Rapazote (* 1970)

### Rape
- Rapée, Ernö (1891–1945), US-amerikanischer Pianist, Komponist und Dirigent
- Rapeephat Padthaisong (* 2005), thailändischer Fußballspieler
- Rapela, Julio César (1926–2004), uruguayischer Politiker
- Rapenne, Jean (1901–1952), französischer Kolonialbeamter
- Raper, Arthur F. (1899–1979), US-amerikanischer Soziologe und Sachbuchautor
- Raper, George (1769–1796), britischer Marineoffizier und Illustrator
- Raper, Henry Stanley (1882–1951), britischer Biochemiker und Hochschullehrer
- Raper, Johnny (1939–2022), australischer Rugby-League-Spieler
- Raper, Kenneth Bryan (1908–1987), US-amerikanischer Mykologe, Mikrobiologe und Botaniker
- Rapesulver, Hinrich († 1440), Kaufmann und Bürgermeister der Hansestadt Lübeck

### Rapf
- Rapf, Kurt (1922–2007), österreichischer Komponist, Dirigent und Organist

### Raph
- Raph, französische Schauspielerin
- Raphael, König von Makuria, Nubien
- Raphael (* 1943), spanischer Sänger
- Raphaël du Mans (1613–1696), französischer römisch-katholischer Geistlicher, Kapuziner, Missionar und Orientalist
- Raphael of Brooklyn (1860–1915), erster in Amerika konsekrierter orthodoxe Bischof
- Raphael von Pornassio († 1467), Theologe
- Raphaël, Antonietta (1895–1975), jüdische italienische Malerin und Bildhauerin
- Raphaël, Aurélien (* 1988), französischer Triathlet
- Raphael, Axel (1850–1921), schwedischer Nationalökonom, Sozialpolitiker und Schriftsteller
- Raphael, Dirk (* 1953), deutscher Militärarzt
- Raphael, Dolly (1908–1989), deutsche Filmschauspielerin, Theaterschauspielerin und Synchronsprecherin
- Raphael, Edith (1906–1943), deutsche jüdische Juristin und Widerstandskämpferin gegen den Nationalsozialismus
- Raphael, Elfriede (* 1941), deutsche Malerin und Grafikerin
- Raphael, Erika (1910–2006), deutsche Schauspielerin
- Raphaël, Freddy (* 1936), französischer Soziologe elsässisch-jüdischer Herkunft
- Raphael, Frederic (* 1931), US-amerikanischer Drehbuchautor
- Raphael, Günter (1903–1960), deutscher KomponistGünter Raphael (1903–1960)

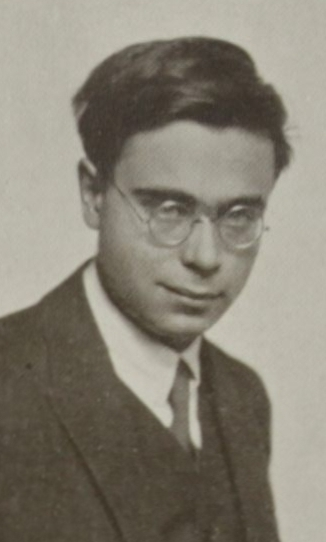
Günter Raphael (1903–1960)

- Raphael, Jan (* 1980), deutscher Triathlet
- Raphael, Joseph (1869–1950), US-amerikanischer Maler und Radierer
- Raphael, June Diane (* 1980), US-amerikanische Schauspielerin und DrehbuchautorinJune Diane Raphael (* 1980)

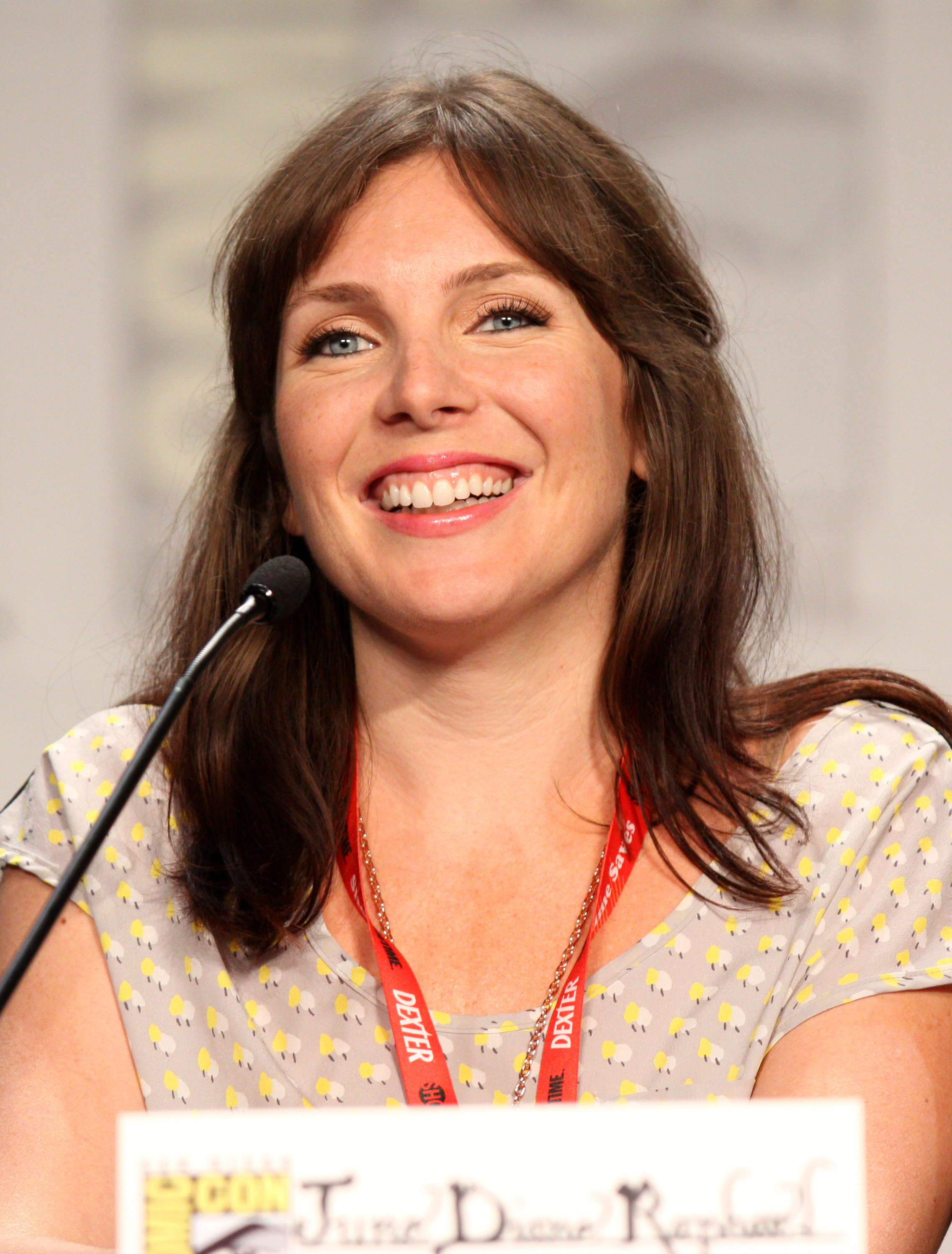
June Diane Raphael (* 1980)

- Raphael, Lev (* 1954), US-amerikanischer Schriftsteller
- Raphael, Lutz (* 1955), deutscher Neuzeithistoriker und Hochschullehrer
- Raphael, Max (1889–1952), deutscher Kunsthistoriker
- Raphael, Mickey (* 1951), US-amerikanischer Mundharmonikaspieler
- Raphaël, Pierre (* 1975), französischer Mathematiker
- Raphael, Ralph (1921–1998), englischer Chemiker
- Raphael, Rick (1919–1994), amerikanischer Journalist und Science-Fiction-Autor
- Raphael, Yuval (* 2000), israelische Sängerin
- Raphaello, Neva (1915–1975), britische Jazz- und Bluessängerin
- Raphaelson, Samson (1896–1983), US-amerikanischer Drehbuchautor
- Raphanel, Pierre-Henri (* 1961), französischer Autorennfahrer
- Raphel, Georg (1673–1740), deutscher lutherischer Geistlicher
- Raphel, Robin (* 1947), US-amerikanische Diplomatin
- Raphelengius, Franciscus der Ältere (1539–1597), flämischstämmiger Buchdrucker und Gelehrter
- Raphelt, Willy (1903–1984), deutscher Kletterer und Bergsteiger, Gegner des Nationalsozialismus und SED-Partei- und Sportfunktionär
- Raphinha (* 1996), brasilianischer FußballspielerRaphinha (* 1996)

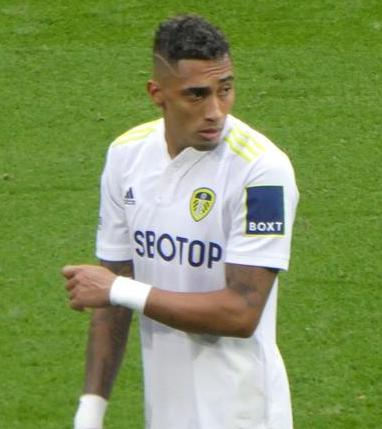
Raphinha (* 1996)

- Raphof, Jewgeni Pawlowitsch (1859–1919), russischer Pianist und Musikpädagoge
- Raphon, Hans, deutscher Maler der Dürer-Zeit
- Raphson, Joseph (1648–1715), englischer Mathematiker

### Rapi
- Rapic, Smail (* 1958), deutscher Philosoph
- Rapid, Johnny (* 1992), US-amerikanischer Pornodarsteller
- Rapieque, Elias (* 2004), deutscher Basketballspieler
- Rapieque, Evans (* 2002), deutscher Basketballspieler
- Rapier, Harry, deutscher Fußballtorhüter
- Rapier, James T. (1837–1883), US-amerikanischer Politiker
- Rapilla, Auvita (* 1971), papua-neuguineische Sportfunktionärin
- Rapin de Thoiras, David Salomon (* 1712), preußischer Oberst und Chef des Freibataillon F 6
- Rapin, Aimée (1868–1956), Schweizer Malerin
- Rapin, Alexandre (1839–1889), französischer Maler
- Rapin, Henri (1873–1939), französischer Art-déco-Maler, Illustrator und Dekorateur
- Rapin, Jean-Jacques (1932–2015), Schweizer Musikpädagoge
- Rapin, Nicolas (1535–1608), französischer Schriftsteller
- Rapin, Oscar (1847–1902), Schweizer Mediziner
- Rapin, Oscar (1870–1941), Schweizer Politiker
- Rapin, René (1621–1687), französischer Jesuit und Gelehrter
- Rapin, René (1899–1973), Schweizer Anglist
- Rapinchuk, Andrei (* 1960), belarussisch-US-amerikanischer Mathematiker
- Rapine, Daniel (1768–1826), US-amerikanischer Politiker
- Rapinoe, Megan (* 1985), US-amerikanische FußballnationalspielerinMegan Rapinoe (* 1985)

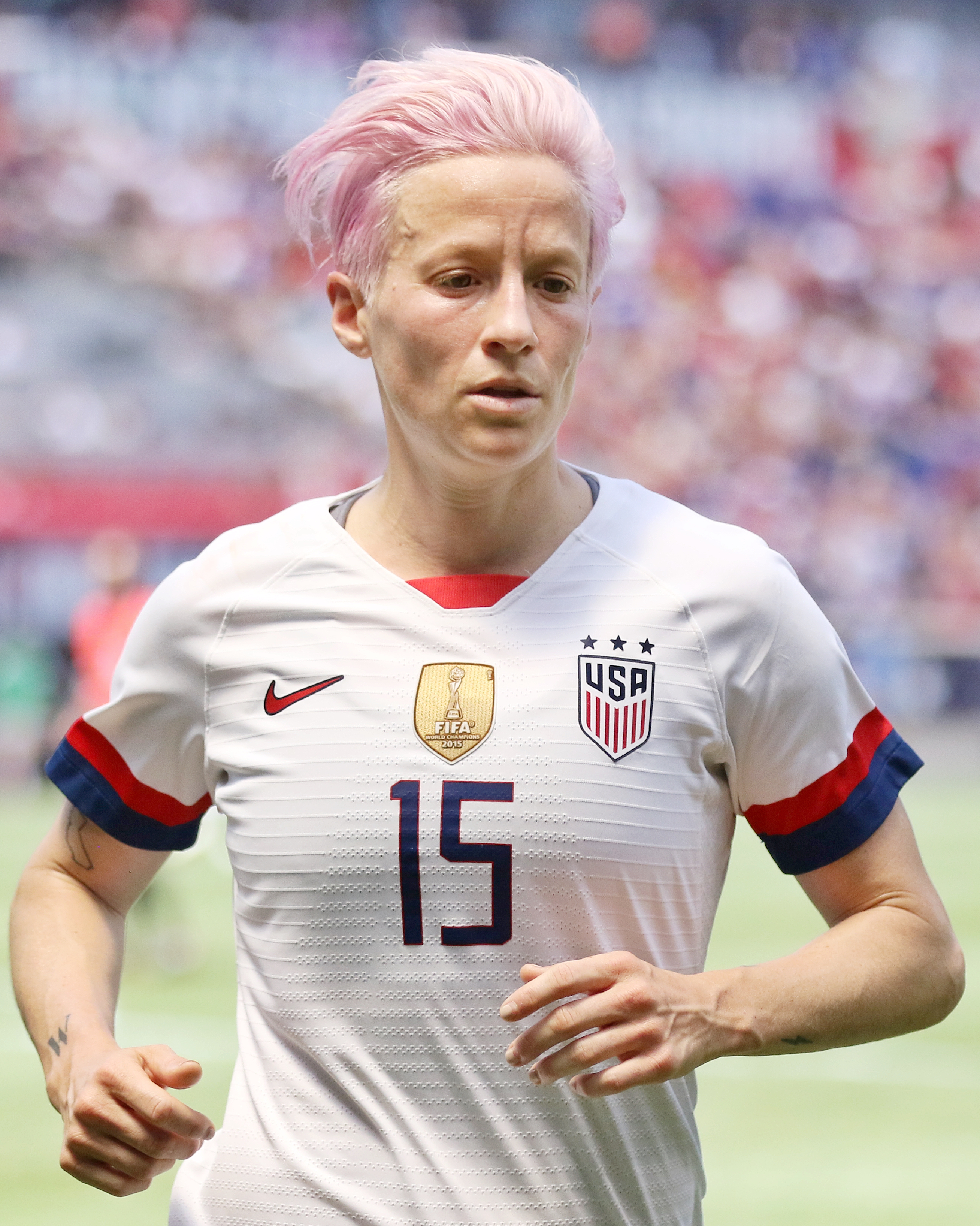
Megan Rapinoe (* 1985)

- Rapinski, Wiktar (* 1981), belarussischer Radrennfahrer
- Rapior, Myriam, deutsche Betriebswirtschaftlerin und Naturschützerin
- Rapisarda, Alfio (* 1933), katholischer Bischof
- Rapisarda, Giuseppe (* 1985), Schweizer Fußballspieler
- Rapisardi, Ernesto (1897–1972), italienischer Architekt
- Rapisardi, Giuseppe (1799–1853), italienischer Maler
- Rapisardi, Mario (1844–1912), italienischer Dichter
- Rapisardi, Michele (1822–1886), italienischer Maler

### Rapk
- Rapkay, Bernhard (* 1951), deutscher Politiker (SPD), MdEP
- Rapke, Jack (* 1950), US-amerikanischer Filmproduzent

### Rapl
- Rapljenović, Robert (* 1979), deutscher griechisch-katholischer Erzpriester

### Rapm
- Rapmund, Norm (* 1968), US-amerikanischer Comiczeichner
- Rapmund, Otto (1845–1930), deutscher Mediziner und Hygieniker, preußischer Amtsarzt bzw. Medizinalbeamter

### Rapn
- Rapnouil, Jean-Louis (* 1966), französischer Leichtathlet
- Rapnouil, Tom (* 2001), französischer Fußballspieler

### Rapo
- Rapola, Zachariah, südafrikanischer Schriftsteller
- Rapold, Hans (1920–2018), Schweizer Offizier und Militärhistoriker
- Rapold, Martin (* 1973), Schweizer Schauspieler
- Rapold, Max U. (1925–2006), Schweizer Journalist und Verleger
- Rapold, Patrick (* 1975), Schweizer Schauspieler und PianistPatrick Rapold (* 1975)

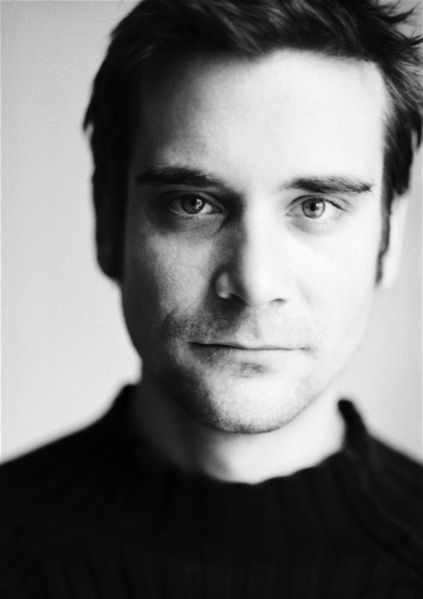
Patrick Rapold (* 1975)

- Rapolder, Uwe (* 1958), deutscher Fußballspieler und -trainer
- Rapoldi, Martin (1880–1926), österreichischer Politiker und Journalist
- Rapolthy, Lajos (1880–1954), ungarischer Bildhauer
- Rapolu, Malaika (* 2003), US-amerikanische Tennisspielerin
- Raponda, Rose Christiane (* 1963), gabunische Politikerin, Premierministerin von Gabun
- Rapoport, Anatol (1911–2007), US-amerikanischer Mathematiker und Biologe und zentraler Vordenker der Systemwissenschaften
- Rapoport, Boris Jakowlewitsch (* 1967), russischer Beamter
- Rapoport, Daniel Hans (* 1971), deutscher Wissenschaftler und Essayist
- Rapoport, David C. (1929–2024), US-amerikanischer Politikwissenschaftler
- Rapoport, Ingeborg (1912–2017), deutsche KinderärztinIngeborg Rapoport (1912–2017)

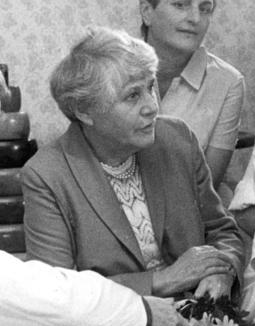
Ingeborg Rapoport (1912–2017)

- Rapoport, Judith L. (* 1933), US-amerikanische Psychiaterin
- Rapoport, Michael (* 1948), österreichischer Mathematiker
- Rapoport, Salomo Juda (1790–1867), jüdischer Gelehrter
- Rapoport, Samuel Mitja (1912–2004), österreichischer Arzt und Biochemiker, der in der DDR arbeitete
- Rapoport, Tom (* 1947), deutsch-amerikanischer Biochemiker
- Rapoport-Albert, Ada (1945–2020), israelisch-britische Hochschullehrerin, Judaistin, Historikerin, Autorin
- Raposo, Charlie (* 1996), britischer Skirennläufer
- Raposo, Clóvis (1909–1963), brasilianischer Weitspringer
- Raposo, Fernando (* 1989), deutsch-französischer Basketballspieler
- Raposo, José (* 1963), portugiesischer Film-, Theater- und Fernseh-Schauspieler und Synchronsprecher
- Raposo, Mário (1929–2013), portugiesischer Rechtsanwalt und Politiker
- Raposo, Valentina (* 2003), argentinische Hockeyspielerin
- Rapotho, Zisterzienserabt
- Rapoto I. († 1186), Ahnherr des Seitenzweiges der Reichsgrafen von Ortenburg in Bayern
- Rapoto I. im Traungau, Graf im oberen Traungau
- Rapoto II. († 1231), Pfalzgraf von Bayern, Graf von Ortenburg sowie Graf von Kraiburg und Marquartstein
- Rapoto II. im Traungau, Graf im Traungau aus dem Geschlecht der Rapotonen
- Rapoto III. († 1248), Pfalzgraf von Bayern sowie Graf von Kraiburg und Marquartstein
- Rapoto IV. († 1296), Stammhalter der Grafen von Ortenburg, Graf von Ortenburg und Murach
- Rapoto V. von Bayern († 1099), Pfalzgraf von Bayern, Graf von Cham
- Rapoto von Abenberg (1122–1172), deutscher Graf

### Rapp
- Rapp, Adolf (1841–1905), deutscher Gymnasiallehrer, Philologe und Direktor der Ministerialabteilung für die höheren Schulen
- Rapp, Adolf (1880–1976), deutscher Historiker
- Rapp, Adolf (1933–2019), deutscher Chemiker
- Rapp, Albert (1908–1975), deutscher Jurist, SS-Standartenführer und NS-Täter
- Rapp, Alfred (1903–1991), deutscher Journalist, Präsident des Deutschen Presseclubs
- Rapp, Anita (* 1977), norwegische Fußballspielerin
- Rapp, Anna (* 1972), schwedische Handballspielerin und -trainerin
- Rapp, Anthony (* 1971), US-amerikanischer SchauspielerAnthony Rapp (* 1971)

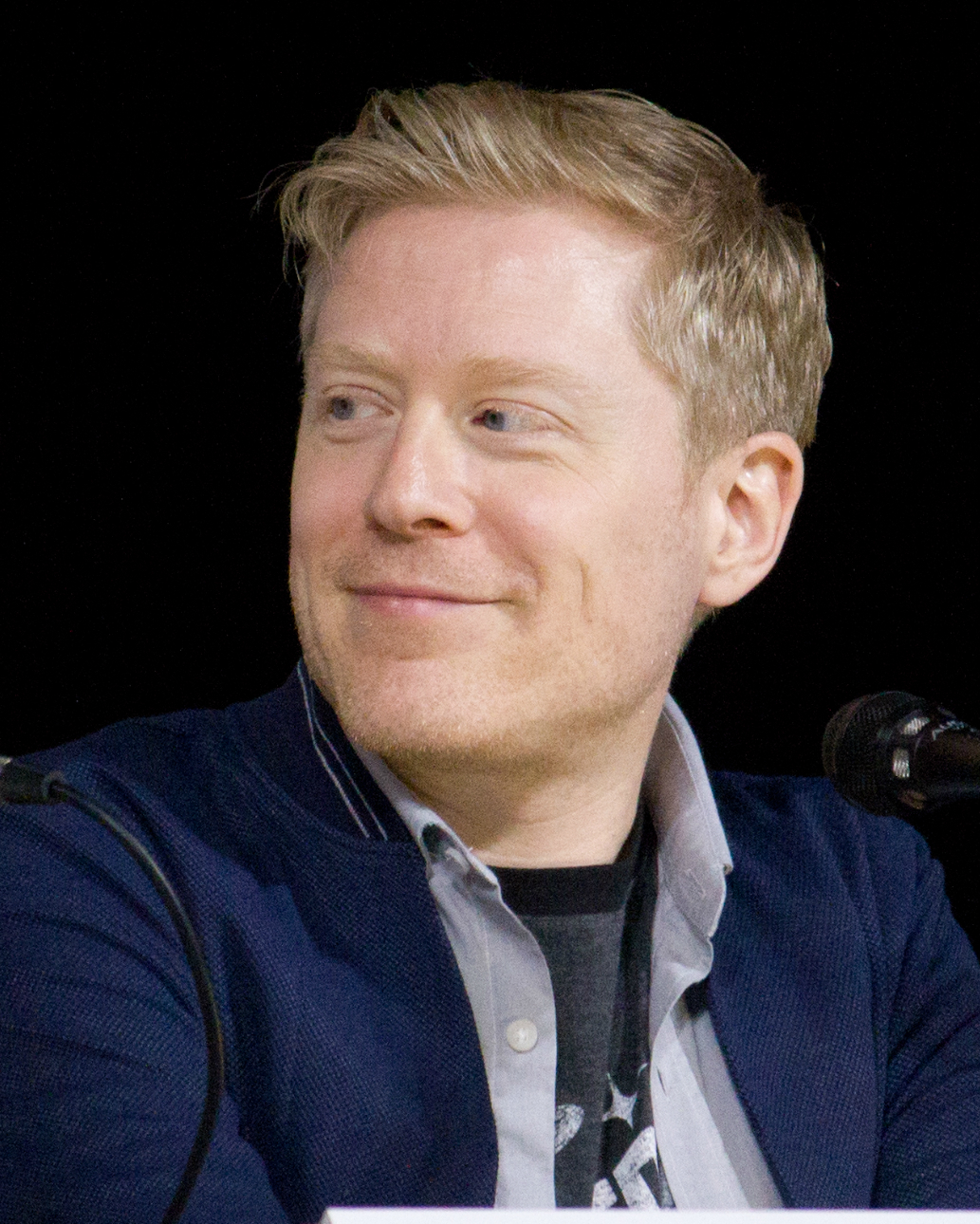
Anthony Rapp (* 1971)

- Rapp, August Friedrich (1807–1874), Stadtschultheiß von Tübingen (1857 bis 1874)
- Rapp, Barney (1900–1970), US-amerikanischer Jazz-Schlagzeuger und Bigband-Leader
- Rapp, Carl Friedrich Theodor (1834–1888), deutscher Kaufmann und Hamburger Senator
- Rapp, Caroline (* 1968), deutsche Schauspielerin
- Rapp, Christian (* 1964), österreichischer Autor, Kulturwissenschaftler und Ausstellungskurator
- Rapp, Christof (* 1964), deutscher Philosoph und Philosophiehistoriker
- Rapp, Claudia (* 1961), deutsche Byzantinistin
- Rapp, Clemens (* 1989), deutscher Schwimmer
- Rapp, Daniel (* 1972), deutscher Politiker (CDU)
- Rapp, Eduard (* 1951), sowjetischer Bahnradsportler
- Rapp, Eugen Ludwig (1904–1977), deutscher evangelischer Theologe, Orientalist und Afrikanist
- Rapp, Francis (1926–2020), französischer Mediävist
- Rapp, Franz (1820–1875), österreichischer Jurist und Politiker
- Rapp, Franz von (1823–1889), österreichischer Politiker
- Rapp, Friedrich (1932–2024), deutscher Philosoph und Hochschullehrer
- Rapp, Fritz (* 1872), deutscher Opernsänger (Bass) und -regisseur
- Rapp, Georg (1818–1886), deutscher Mediziner, Leibarzt der Königin Olga von Württemberg
- Rapp, Gordon (* 1957), deutscher Rechtsanwalt und Insolvenzverwalter
- Rapp, Gottlob Heinrich von (1761–1832), deutscher Kunstschriftsteller
- Rapp, Günter (1933–1990), deutscher Mühlenforscher
- Rapp, Heinz (1924–2007), deutscher Politiker (SPD), MdB
- Rapp, Hermann-Josef (* 1944), deutscher Forstmann und Naturschützer
- Rapp, Jean (1771–1821), französischer Generalleutnant, Adjutant von Napoléon BonaparteJean Rapp (1771–1821)

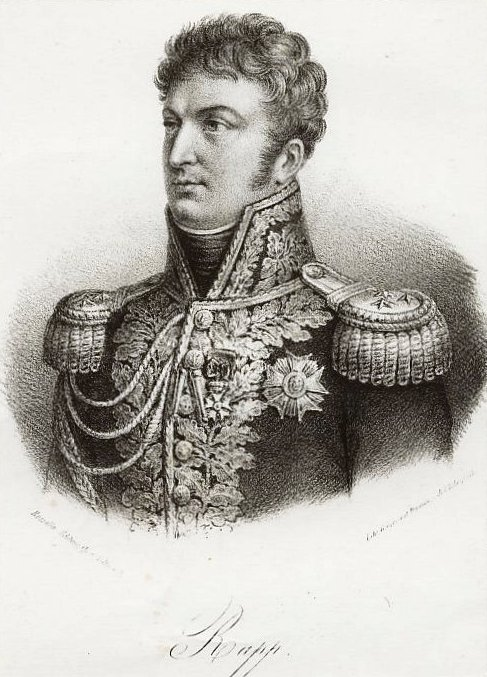
Jean Rapp (1771–1821)

- Rapp, Johann Georg (1757–1847), deutscher Pietistenführer (Radikaler Pietismus)
- Rapp, Johannes (* 1953), Schweizer Schauspieler
- Rapp, Jonas (* 1994), deutscher Radrennfahrer
- Rapp, Jordan (* 1980), US-amerikanischer Triathlet
- Rapp, Josef (1832–1896), Oberamtsbaumeister und Landtagsabgeordneter
- Rapp, Joseph (1780–1865), österreichischer Jurist, Verwaltungsbeamter, Politiker und Historiker
- Rapp, Karl (1882–1962), deutscher Unternehmer und Höhenforscher
- Rapp, Karl Moritz (1803–1883), deutscher Schriftsteller, Sprachwissenschaftler, Übersetzer, Germanist, Romanist und Lusitanist
- Rapp, Klaus (* 1952), deutscher Politiker (REP, AfD), MdL
- Rapp, Konrad (1896–1932), deutscher Ordensgeistlicher, Missionar und Märtyrer
- Rapp, Konrad (* 1901), deutscher Politiker (SED), MdL Sachsen-Anhalt
- Rapp, Marc (* 1970), deutscher Fußballspieler
- Rapp, Marc Steffen (* 1975), deutscher Mathematiker und Wirtschaftswissenschaftler
- Rapp, Marcel (* 1979), deutscher FußballspielerMarcel Rapp (* 1979)

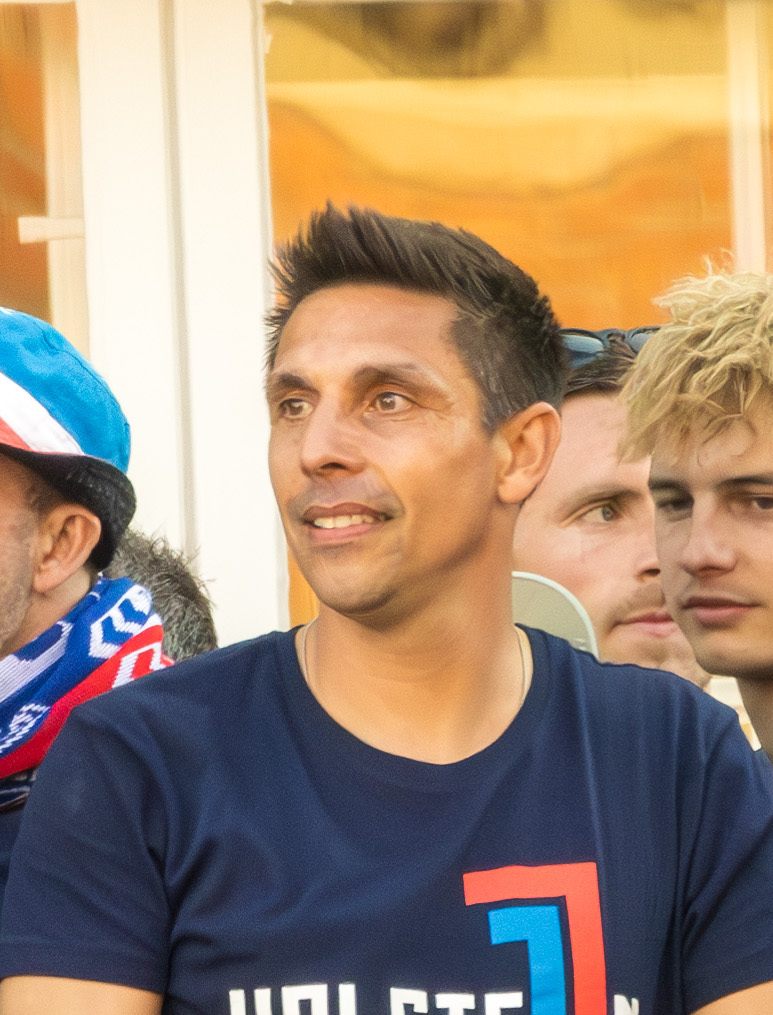
Marcel Rapp (* 1979)

- Rapp, Marco (* 1991), deutscher Fußballspieler
- Rapp, Marga (1899–1994), deutsche Lehrerin
- Rapp, Markus Matthias (* 1955), deutscher Bildhauer
- Rapp, Maximilian (1897–1972), deutscher Jurist
- Rapp, Michael (* 1970), deutscher Psychiater und Psychotherapeut
- Rapp, Monika (* 1954), deutsche Künstlerin
- Rapp, Nicolai (* 1996), deutscher Fußballspieler
- Rapp, Nikki (* 1972), US-amerikanische Synchronsprecherin
- Rapp, Otto (1878–1953), deutscher Lehrer und Entomologe
- Rapp, Patrick (* 1969), deutscher Politiker (CDU), MdL
- Rapp, Paul Alfred (1933–2011), deutscher Diplom-Volkswirt, Kommunalpolitiker und Katholik
- Rapp, Peter (1944–2025), österreichischer Moderator, Fernsehunterhalter und QuizmasterPeter Rapp (1944–2025)

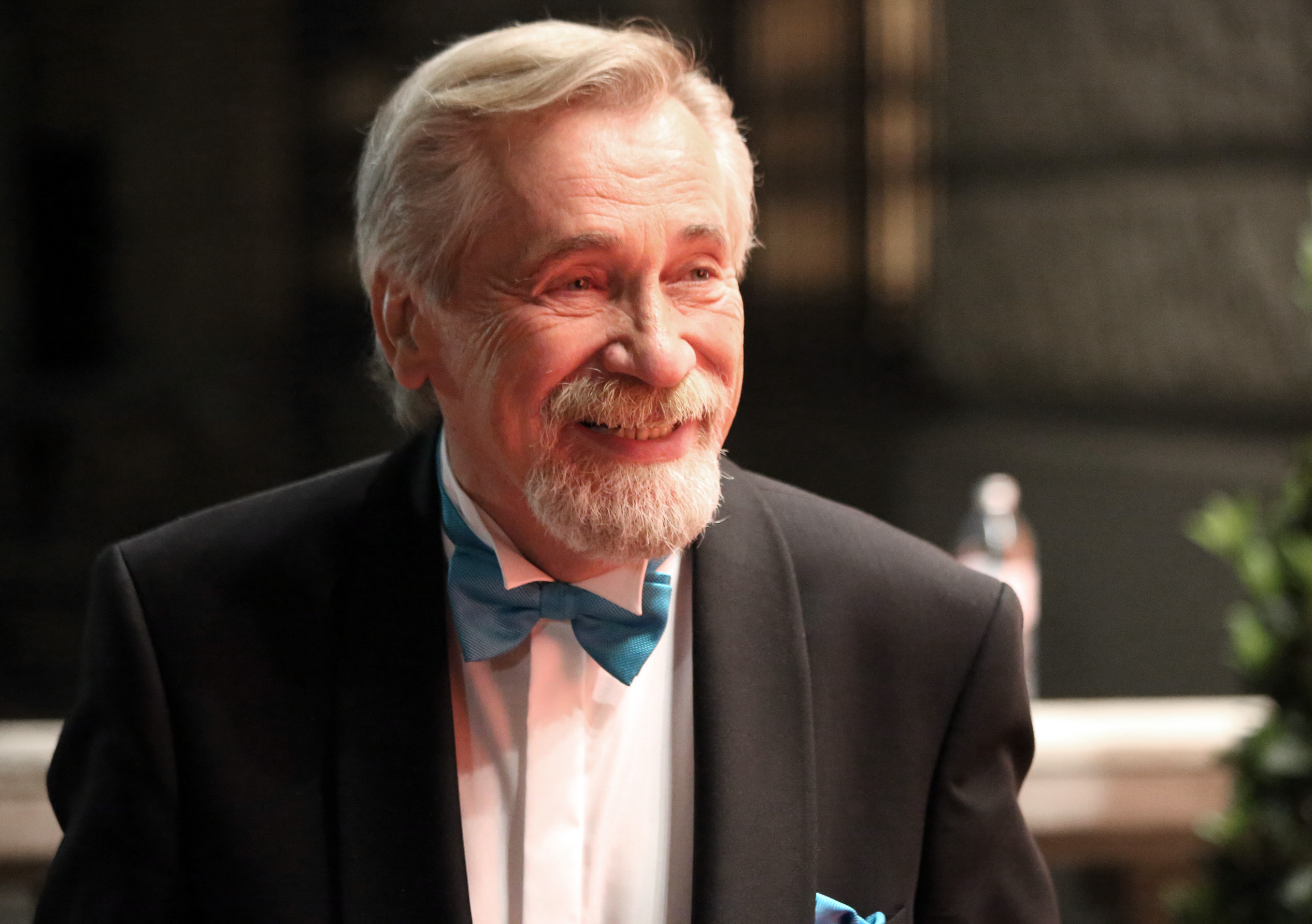
Peter Rapp (1944–2025)

- Rapp, Regula (* 1961), deutsche Musikwissenschaftlerin und Hochschuldirektorin
- Rapp, Reinhold (* 1961), deutscher Autor, Berater und Visiting Professor für Beziehungsmanagement
- Rapp, Reneé (* 2000), US-amerikanische Sängerin, Songschreiberin und Schauspielerin
- Rapp, Röbi (1930–2018), Schweizer Schwulenaktivist, Schauspieler und Travestiekünstler
- Rapp, Roxanne (* 1993), österreichische Schauspielerin und Unternehmerin
- Rapp, Siegfried (1952–2022), deutscher Instituts- und Verlagsgründer, Autor, Herausgeber sowie Honorarkonsul
- Rapp, Simone (* 1992), Schweizer Fussballspieler
- Rapp, Stefan (* 1972), österreichischer Fußballspieler und -trainer
- Rapp, Stefan Julius (1880–1938), Lehrer, Geschichtsforscher und Genealoge
- Rapp, Susan (* 1965), US-amerikanische Schwimmerin
- Rapp, Taylor (* 1997), US-amerikanischer American-Football-Spieler
- Rapp, Thomas, deutscher Eisstockschütze
- Rapp, Tobias (* 1971), deutscher Journalist und Buchautor
- Rapp, Tom (1947–2018), US-amerikanischer Sänger und Songwriter, Frontman der Folk-Rock-Band Pearls Before Swine
- Rapp, Tommy (* 1983), schwedischer Snowboarder
- Rapp, Torsten (1905–1993), schwedischer General
- Rapp, Ulf (* 1943), deutscher Biochemiker
- Rapp, Valentin (* 1992), deutscher Squashspieler
- Rapp, Volker (1946–2022), deutscher Fußballspieler
- Rapp, Wilhelm (* 1942), deutscher Jurist, Präsident des OLG Hamburg
- Rapp, Wilhelm Georg († 1907), deutsch-US-amerikanischer Schriftsteller und Journalist
- Rapp, Wilhelm von (1794–1868), deutscher Mediziner, Zoologe und Zootom sowie Hochschullehrer
- Rapp, Willibald (1873–1951), deutscher Landwirt und Schriftsteller
- Rappan, Karl (1905–1995), österreichischer Fußballspieler und -trainerKarl Rappan (1905–1995)

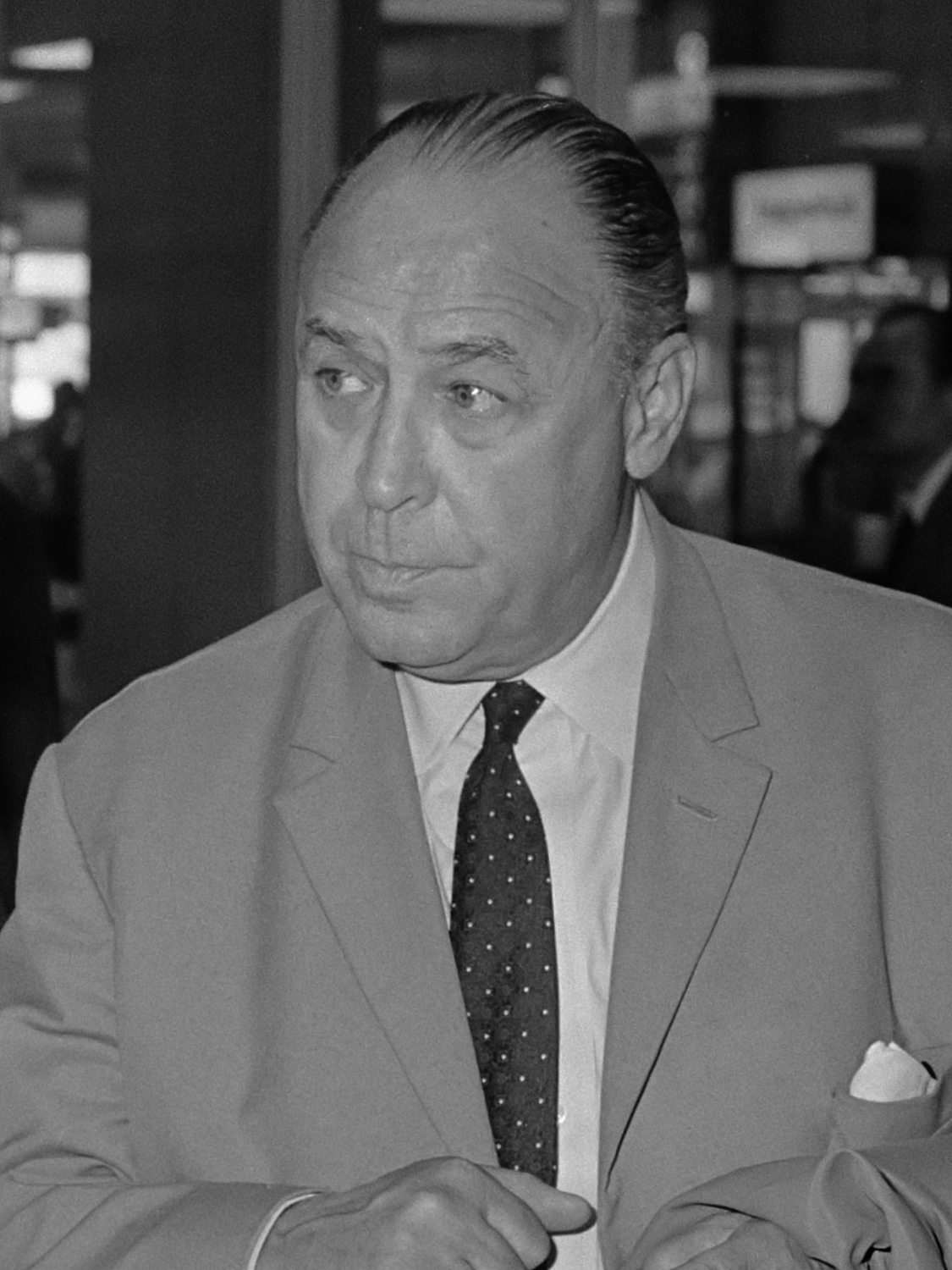
Karl Rappan (1905–1995)

- Rappaport, Alfred (* 1932), US-amerikanischer Wirtschaftswissenschaftler
- Rappaport, Ben (* 1986), US-amerikanischer Schauspieler
- Rappaport, Bruce (1922–2010), israelischer Unternehmer, Bankier und Finanzier
- Rappaport, Bruno (1875–1915), deutscher Althistoriker und Gymnasiallehrer
- Rappaport, Daniel (* 1970), US-amerikanischer Filmproduzent und Talentmanager
- Rappaport, Ella Rae (* 2003), schwedische Schauspielerin
- Rappaport, Emil Stanisław (1877–1965), polnischer Straf- und Völkerrechtler
- Rappaport, Henry (1913–2003), US-amerikanischer Onkologe
- Rappaport, Herbert (1908–1983), österreichisch-sowjetischer Filmregisseur
- Rappaport, Jakob (1840–1886), österreichischer Financier und Spekulant
- Rappaport, Julian, US-amerikanischer Psychologe
- Rappaport, Mark (* 1942), US-amerikanischer Filmregisseur, Drehbuchautor, Filmproduzent, Filmeditor und Filmkritiker
- Rappaport, Moritz (1808–1880), österreichischer Arzt und Schriftsteller
- Rappaport, Nathan (1911–1987), polnischer Bildhauer
- Rappaport, Philipp (1879–1955), deutscher Architekt, Stadtplaner, Baubeamter, Hochschullehrer und Autor
- Rappaport, Richard (* 1944), US-amerikanischer Maler
- Rappaport, Romuald (1898–1948), österreichischer Filmmanager und Filmproduzent
- Rappaport, Roy (1926–1997), US-amerikanischer Anthropologe
- Rappaport, Summer (* 1991), US-amerikanische Triathletin
- Rappard, Anthon van (1858–1892), niederländischer Maler und Zeichner
- Rappard, Axel von (1871–1961), deutscher Verwaltungsbeamter
- Rappard, Carl Heinrich (1837–1909), Schweizer evangelischer Missionar und Inspektor der Pilgermission St. Chrischona
- Rappard, Clara von (1857–1912), Schweizer Malerin
- Rappard, Conrad von (1805–1881), Jurist und Mitglied der Frankfurter Nationalversammlung
- Rappard, Dora (1842–1923), Schweizer Missionarin und evangelische Kirchenlieddichterin
- Rappard, Emil von (1863–1914), deutscher Adeliger und Offizier
- Rappard, Ernst Hermann van (1899–1953), niederländischer Nationalsozialist
- Rappard, Fritz-Georg von (1892–1946), deutscher Generalleutnant im Zweiten Weltkrieg
- Rappard, Johann Bertram Arnold von (1708–1774), preußischer Kriegs- und Domänenrat und Unternehmer im Salzwesen
- Rappard, Johann Georg von (1915–2006), deutscher Genealoge, Ehrenritter des Johanniter-Ordens
- Rappard, Josias Cornelis (1824–1898), Oberst der Königlich Niederländischen Indischen Armee und Amateurkünstler
- Rappard, Marcell von (1804–1865), preußischer Landrat im Kreis Schildberg (1852–1865) in der Provinz Posen
- Rappard, Wilhelm von (1788–1827), preußischer Landrat
- Rappard, William (1883–1958), Schweizer Ökonom, Diplomat und Politiker (LdU)
- Rapparini, Giorgio Maria (1660–1726), italienischer Librettist
- Rappaz, Bernard (* 1953), Schweizer Landwirt, „Hanfbauer“
- Rappaz, Rolf (1914–1996), Schweizer Grafiker
- Rappe, Axel Emil (1838–1918), schwedischer General und Kriegsminister
- Rappe, Christoph von († 1725), kurländisch-polnischer General
- Rappe, Christoph von (1566–1619), preußischer Kanzler
- Rappe, Guido (* 1960), deutscher Philosoph
- Rappe, Hermann (1929–2022), deutscher Politiker (SPD) und Gewerkschafter, MdB
- Rappé, Jadwiga (1952–2025), polnische Opernsängerin (Alt)
- Rappe, Otto Ernst von († 1707), kurländisch-polnischer General
- Rappe, Signe von (1879–1974), schwedische Opernsängerin (Sopran)
- Rappe, Virginia (1891–1921), US-amerikanische StummfilmschauspielerinVirginia Rappe (1891–1921)

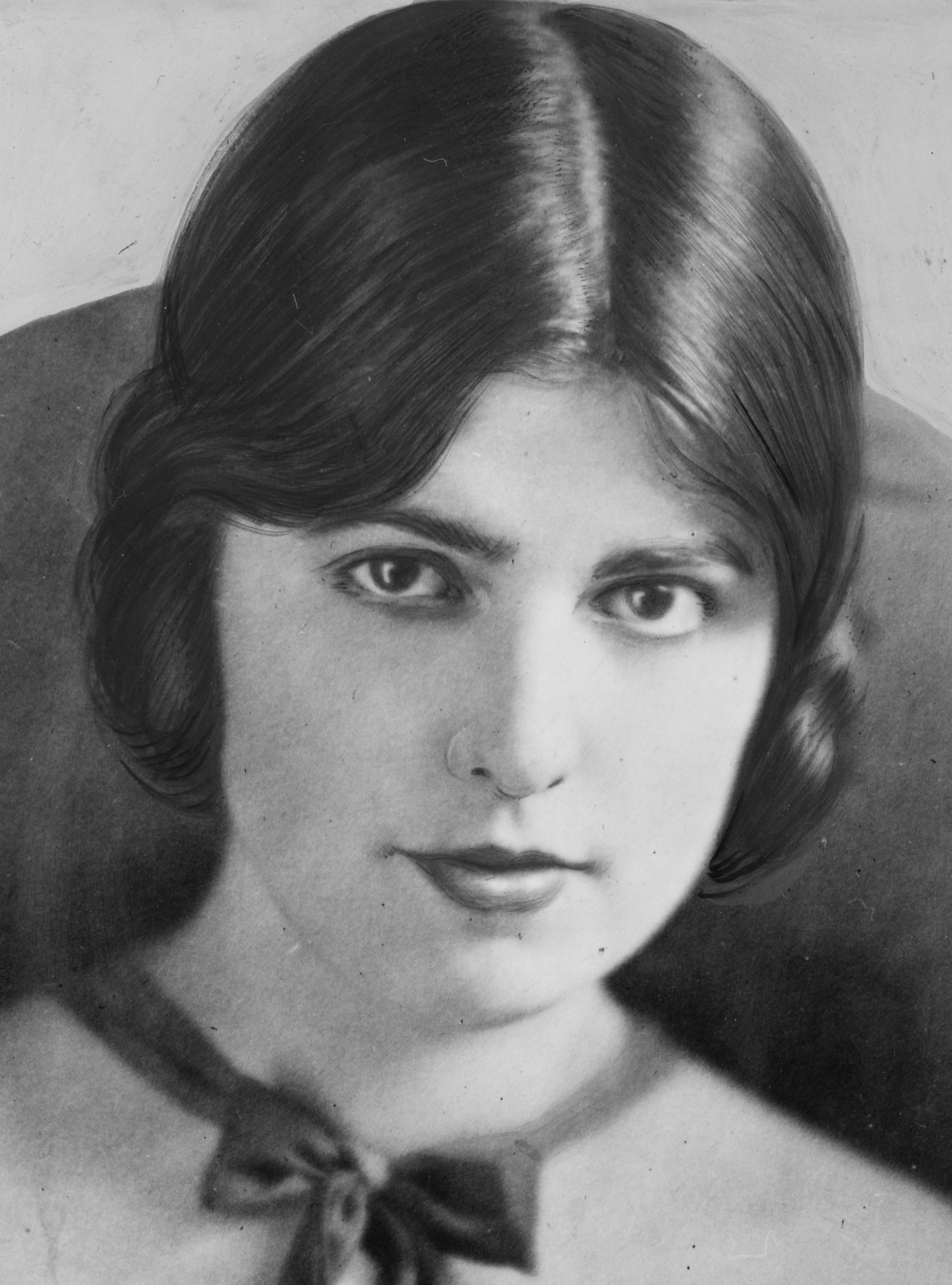
Virginia Rappe (1891–1921)

- Rappel, Ernst (1922–2013), deutscher akademischer Maler und Bildhauer
- Rappel, Jakob (1877–1942), österreichischer Goldschmied
- Räppel, Karl-Heinz (1930–1992), deutscher Kinder- und Jugendbuchautor
- Rappel, Simone (* 1967), deutsche Theologin
- Rappel, Wolfgang (1940–2022), deutscher Segelmacher und Segelweltmeister
- Rappell, Franz (1895–1983), österreichischer Politiker (NSDAP), MdR
- Rappeneau, Jean-Paul (* 1932), französischer Filmregisseur und Drehbuchautor
- Rappeneau, Julien, französischer Drehbuchautor und Filmregisseur
- Rappeneau, Martin (* 1976), französischer Komponist
- Rappenecker, Otto (1903–1995), deutscher Jurist
- Rappenecker, Siegfried (* 1962), deutscher Musiker, Dirigent und Geschäftsführer des Musikverlages Golden Wind
- Rappenglück, Johann (* 1982), deutscher Koch
- Rappenglück, Marianne (* 1958), deutsche Schauspielerin und Psychotherapeutin
- Rappenglück, Peter (* 1962), deutscher SchauspielerPeter Rappenglück (* 1962)

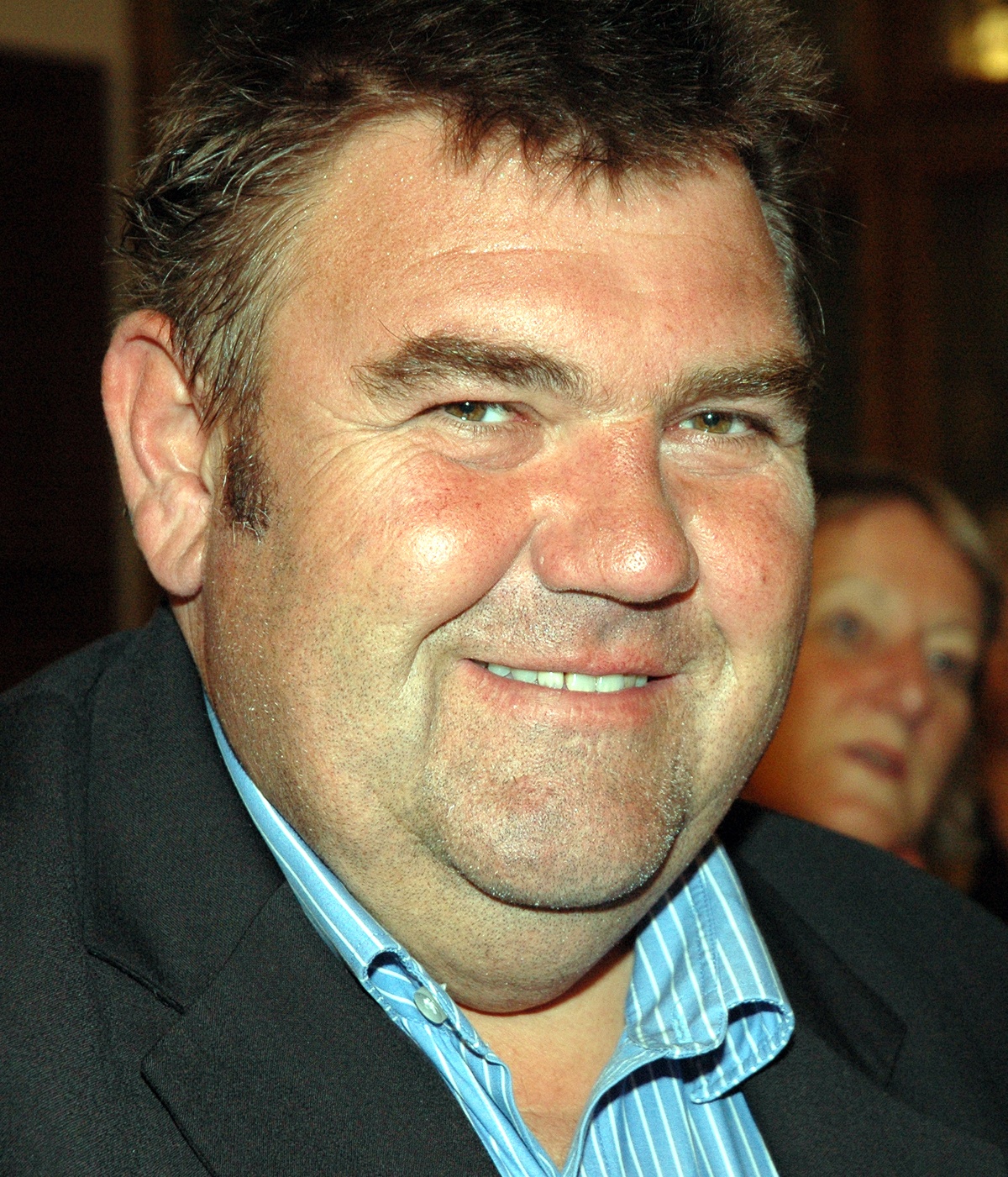
Peter Rappenglück (* 1962)

- Rappenhöner, Joseph (1850–1898), deutscher Geistlicher, Theologe und Hochschullehrer
- Rappeport, Elijahu (1889–1952), österreich-ungarischer jüdischer Philosoph, Schriftsteller, Poet und Theologe
- Rappeport, John (1887–1974), deutscher Schauspieler
- Rappeport, Sarah (1890–1980), österreich-ungarische jüdische Aktivistin und Autorin
- Rapper, Irving (1898–1999), britisch-amerikanischer Filmregisseur
- Rappersberger, Klemens (* 1958), österreichischer Dermatologe
- Rappert, Ambrosius (1695–1767), deutscher Geistlicher und Abt des Klosters Liesborn
- Rappich, Ella (* 2000), schwedische Schauspielerin
- Rappin’ 4-Tay (* 1968), US-amerikanischer Westcoast-Rapper
- Rappius, Johann Conrad (1658–1693), deutscher Mediziner
- Rappl, Erich (1925–2008), deutscher Musikwissenschaftler und Autor
- Räpple, Stefan (* 1981), deutscher Politiker (AfD), MdL
- Rappmann, Rainer (* 1950), deutscher Autor, Verleger, Publizist, Veranstalter und Gründer des FIU-Verlags
- Rappmann, Susanne (* 1965), schwedische lutherische Geistliche, Bischöfin von Göteborg
- Rappo, François (* 1955), Schweizer Grafikdesigner
- Rappo, Marius (* 1944), Schweizer Maler, Zeichner, Modelbauer und Goldschmied
- Rappold, Adolph Robert (1816–1899), deutscher Reichsgerichtsrat
- Rappold, Erich (* 1960), österreichischer Politiker, Landtagsabgeordneter in Tirol
- Rappold, Gudrun (* 1954), deutsche Humangenetikerin
- Rappold, Joe (1966–2015), österreichischer Journalist, Radiomoderator und Redakteur
- Rappold, Paulus (1938–2000), österreichischer Ordensgeistlicher; Abt des Stiftes Rein
- Rappold, Wilhelm Gottlieb (1748–1808), deutscher Hochschullehrer, Bibliothekar und Autor
- Rappoldi, Adrian (1876–1948), deutscher Musiker und Musikpädagoge
- Rappoldi, Eduard (1839–1903), österreichischer Geiger und Komponist
- Rappoldi, Laura (1853–1925), österreichisch-deutsche Pianistin
- Rappolt, Franz (1870–1943), deutscher Unternehmer und Opfer des Holocaust
- Rappolt, Friedrich, Montanunternehmer
- Rappolt, Friedrich (1615–1676), deutscher Altphilologe, Pädagoge und Theologe
- Rappolt, Hans, böhmischer Unternehmer, Politiker und Verwalter
- Rappolt, Karl Heinrich (1702–1753), deutscher Philosoph und Hochschullehrer
- Rappoport, Charles (1865–1941), litauisch-französischer Sozialist, Mitbegründer der KP Frankreichs
- Rappoport, Ernst (1899–1983), deutscher Richter
- Rappoport, Pawel Alexandrowitsch (1913–1988), sowjetischer Architekturhistoriker und Archäologe
- Rappoport, Xenija Alexandrowna (* 1974), russische Schauspielerin
- Rapport, Jovana (* 1992), serbische Schachspielerin
- Rapport, Richárd (* 1996), ungarischer SchachmeisterRichárd Rapport (* 1996)

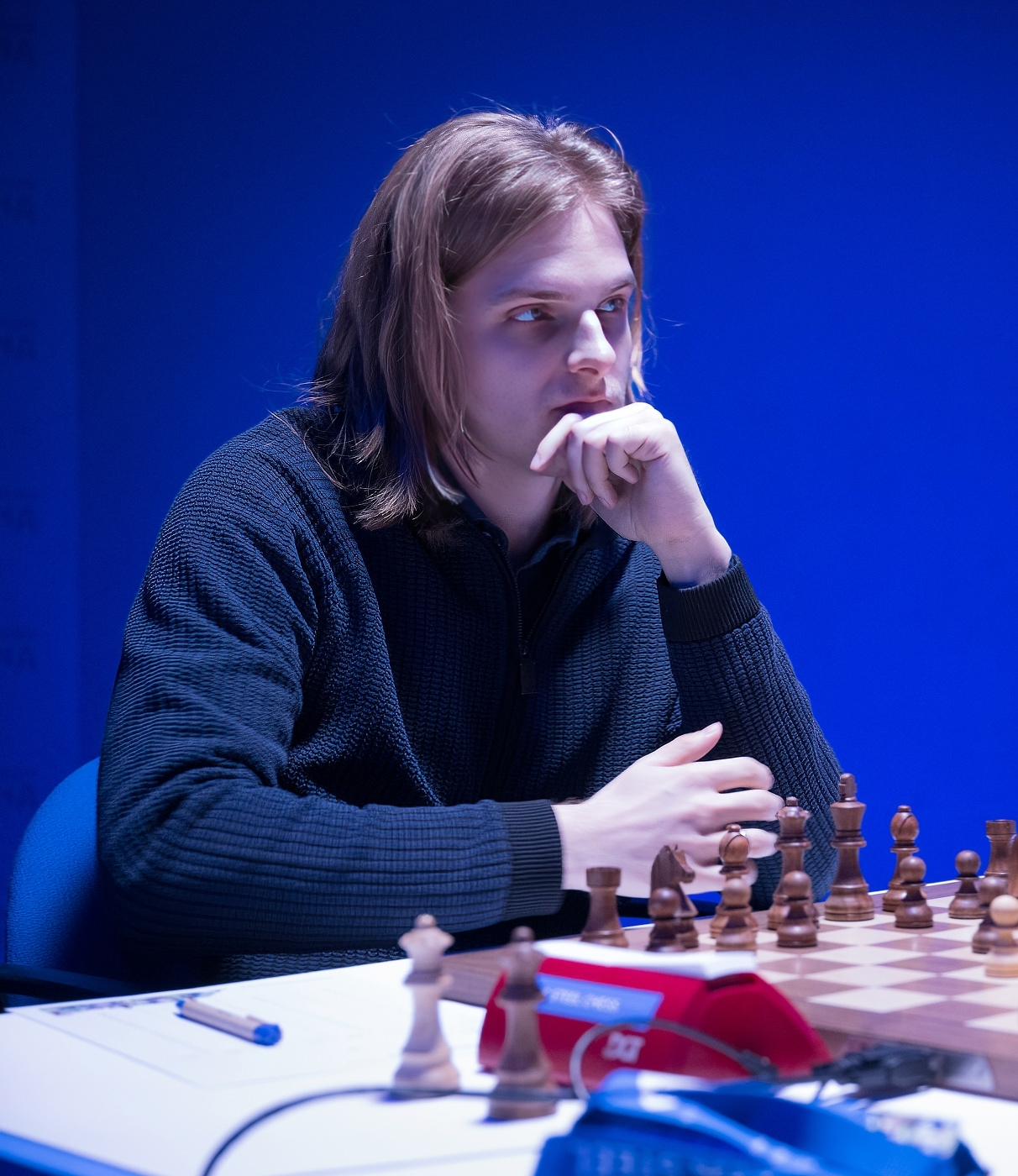
Richárd Rapport (* 1996)

- Rappsilber, Herbert (1925–2003), deutscher Fußballspieler und -trainer
- Rappuoli, Rino (* 1952), italienischer Mediziner
- Rappus, Gerhard (1934–2009), deutscher Gebrauchsgrafiker und Illustrator
- Rappus-Eichberg, Ellen, deutsche Schauspielerin, Synchron- und Hörspielsprecherin

### Raps
- Raps, August (1865–1920), deutscher Physiker
- Raps, Friedrich († 1876), deutscher Kunstmaler und Fotograf
- Raps, Ralf (* 1960), deutscher Fußballspieler
- Rapsat, Pierre (1948–2002), belgischer Sänger und Songschreiber
- Rapsch, Gundula (1963–2011), deutsche Schauspielerin
- Rapsch, Kai (* 1978), deutscher Oboist und Englischhornist
- Rapsch, Volker (* 1949), deutscher Publizist
- Rapsilber, Thomas (1966–2002), deutscher Eishockeyspieler
- Rapsody (* 1983), US-amerikanische Rapperin
- Rapsomates, byzantinischer Gouverneur von Zypern und Rebell gegen Kaiser Alexios I.
- Rapson, John (* 1953), amerikanischer Jazz-Posaunist und Hochschullehrer
- Rapšys, Danas (* 1995), litauischer Schwimmer

### Rapt
- Rapten, Phuntsho (* 1973), bhutanischer Politiker
- Rapti, Sylvana (* 1958), griechische Politikerin (Panellinio Sosialistiko Kinima), MdEP
- Raptile (* 1976), deutscher RapperRaptile (* 1976)

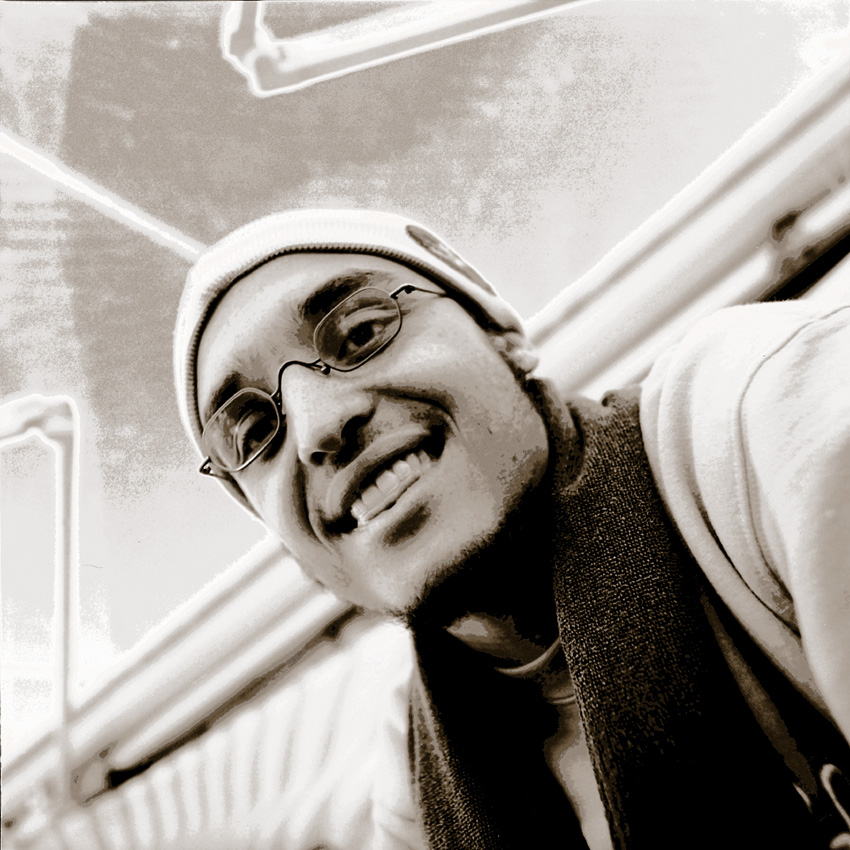
Raptile (* 1976)

- Raptis, Andromahi (* 1991), griechisch-kanadische Opern- und Konzertsängerin
- Raptis, Athanasios (* 1995), deutsch-griechischer Fußballspieler
- Raptis, Orestis (* 1990), griechischer Bahnradfahrer
- Raptis, Paulos (1933–2021), polnischer Opernsänger
- Raptopoulos, Kostis (* 1968), griechischer Sportjournalist, Radiomoderator und Amateurfußballer

### Rapu
- Rapuzzi, Irma (1910–2018), französische Politikerin